# Storås
Storås ist eine Ortschaft in der norwegischen Kommune Orkland in der Provinz (Fylke) Trøndelag. Der Ort hat 305 Einwohner (Stand: 1. Januar 2024).

## Geografie
Storås ist ein sogenannter Tettsted, also eine Ansiedlung, die für statistische Zwecke als eine städtische Siedlung gezählt wird. Der Ort erstreckt sich am Westufer der Orkla. Storås liegt in der ehemaligen Kommune Meldal, die zum 1. Januar 2020 im Rahmen der landesweiten Kommunalreform in die neu geschaffene Gemeinde Orkland aufging.

## Verkehr
Aus dem Süden führt der Fylkesvei 701 nach Storås, wo die Straße in den Fylkesvei 65 mündet. Der Fylkesvei 65 stellt Richtung Norden die Anbindung zu Svorkmo und Orkanger her und in Richtung Westen zur Nachbarkommune Rindal.

## Kultur
In Storås fand bis 2012 in mehreren Sommern das Musikfestival Storåsfestivalen statt.

## Persönlichkeiten
- Sondre Sørløkk (* 1997), Fußballspieler